# Contea di Bedford (Tennessee)
La contea di Bedford in inglese Bedford County è una contea dello Stato del Tennessee, negli Stati Uniti. La popolazione al censimento del 2000 era di 37 586 abitanti. Il capoluogo di contea è Shelbyville.